# Jiří Blaurock
Jiří Blaurock (Jörg vom Haus Jacob) (1491 – 6. září 1529) byl jeden z prvních novokřtěnců. Přízvisko Blaurock "modrokabát" získal při jedné disputaci, kdy byl označen jako „ten v tom modrém kabátě“.
Narodil se roku 1491 ve vesnici Bonaduz, ve švýcarském Graubündenu. Vzdělání získal na univerzitě v Lipsku a v letech 1515 – 1518 byl katolickým knězem – vikářem v Trinsu. Přijal ale za svou právě probíhající reformaci.
Přišel do Zwingliho Curychu a připojil se ke skupině mladých švýcarských radikálů a svou horlivostí je všechny předčil. Byl to právě on, kdo první požádal Grebela oné noci 15. ledna 1525 o křest na znamení své víry v Ježíše Krista. Pak pokřtil ostatní přítomné a tak vznikla první skupina novokřtěnců. Již 7. února jsou všichni zatčeni a uvězněni v augustiniánském klášteře v Curychu. Po svém propuštění však Blaurock spolu s Felixem Manzem ještě stupňují svou misijní aktivitu – kážou evangelium a ty, kteří činí pokání křtí na vyznání jejich víry. Dne 5. ledna 1527, kdy byl Manz popraven, byl Blaurock zbičován, opustil Curych a nikdy se tam již nevrátil. Později je vypovězen z Bernu, z Bielu (tam založil velký anabaptistický sbor), z Graubündenu a Appenzellu a tak opustil Švýcarsko nadobro. Přesunul se do Tyrolska a zde se ujal sboru jehož pastor Michael Kürschner byl 2. června 1529 upálen. Blaurockova kázání přitahovala zástupy a po celé oblasti vznikaly nové sbory.
Ale již 6. září 1529 byl spolu s Hansem Langeggerem po krutém mučení upálen na hranici nedaleko Klausenu. Obviněn byl, že opustil úřad kněze, nezachovával křest nemluvňat, zamítl mši a zpověď a neuznával uctívání matky Kristovy.